# Samuel Igun
Samuel Igun (* 28. Februar 1938 in Warri) ist ein ehemaliger nigerianischer Drei- und Hochspringer.
Bei den Olympischen Spielen 1960 schied er im Dreisprung und im Hochsprung jeweils in der Qualifikation aus. Vier Jahre später kam er bei den Olympischen Spielen 1964 in Tokio im Hochsprung auf den 15. Platz.
Bei den Afrikaspielen 1965 in Brazzaville siegte er in beiden Disziplinen. 1966 gewann er bei den British Empire and Commonwealth Games in Kingston Gold im Dreisprung und Silber im Hochsprung.
Bei den Olympischen Spielen 1968 in Mexiko-Stadt kam er im Dreisprung nicht über die erste Runde hinaus. 1970 wurde er bei den British Commonwealth Games in Edinburgh Siebter im Dreisprung und Elfter im Hochsprung, und 1972 belegte er bei den Olympischen Spielen in München den elften Rang im Dreisprung.

## Persönliche Bestleistungen
- Hochsprung: 2,08 m, 2. Mai 1964, Ibadan
- Dreisprung: 16,33 m, 3. September 1972, München